# Un été inoubliable
Pour plus de détails, voir Fiche technique et Distribution.
Un été inoubliable (O vară de neuitat) est un film dramatique réalisé et coproduit par Lucian Pintilie, sorti en 1994. C’est une coproduction franco-roumaine, son scénario étant écrit par le réalisateur à partir d’un chapitre de roman de Petru Dumitriu.
Les personnages principaux sont un capitaine roumain et sa femme, que le service de l’officier mène à la frontière roumano-bulgare de la Dobroudja du Sud. Des terroristes y attaquent et tuent des soldats roumains, c’est pourquoi leur unité prend en otages des paysans bulgares innocents. Les supérieurs du capitaine ordonnent à celui-ci de les exécuter mais il refuse, sa carrière étant ainsi compromise.
Le rôle de l’épouse est interprété par Kristin Scott Thomas, ce rôle étant l’un des plus importants de sa carrière.
Le film a eu en général une bonne réception critique, aussi bien en Roumanie que dans d’autres pays.

## Synopsis
L’action du film a lieu pendant l’été 1925. À cette époque-là, la Roumanie détient, à la suite de la Deuxième guerre balkanique (1913), la Dobroudja du Sud, ayant appartenu jusqu’alors à la Bulgarie. Des troupes roumaines y gardent la frontière.
Le film commence par le départ en permission, de la frontière dans la petite ville de garnison, d’un lieutenant, Turtureanu. Il va au bordel avec l’un de ses camarades, où ils font la fête. Une personne vient de la part des autorités, qui leur rappelle que le bordel est provisoirement fermé. L’une des prostituées, Erzsi, d’origine hongroise, proteste avec véhémence, en insultant l’officiel de façon vulgaire, en roumain et en hongrois. Celui-ci devient vite plus indulgent lorsque la tenancière lui offre une boisson et lui donne de l’argent. L’homme se limite alors à demander seulement que les filles ne se montrent pas aux fenêtres, parce que dans la maison d’en face il y aura un bal important.
Quand les invités au bal sont en train d’arriver, Erzsi se montre quand même, en présentant son derrière nu. Un groupe d’officiers, parmi lesquels Turtureanu, se tient dans la rue en la regardant. Le général Ipsilanti apparaît, qui ordonne à Turtureanu et à un autre officier de résoudre la situation. Erzsi s’oppose à eux, en criant des slogans du régime communiste de la République hongroise des conseils, liquidée en 1919 avec la contribution de l’armée roumaine. Turtureanu la frappe durement, en disant qu’on n’a pas fait la Grande Roumanie pour que Erzsi s’en moque.
Le bal est donné par madame Vorvoreanu, née Lascari, une famille de boyards. Apparaissent le capitaine Petre Dumitriu et sa femme. Mme Vorvoreanu cause avec son frère, Șerban Lascari. Elle attire l’attention de celui-ci sur la femme du capitaine, qu’elle appelle Maria-Theresia von Debretzy, en disant que c’est leur nièce. Son père, Debretzy, provenait d’une famille de la noblesse magyare. En voyageant en Roumanie, il a connu Sofia Lascari, leur sœur, et ils sont tombés amoureux. Sofia est allée en Transylvanie, appartenant à l’époque (avant la Première guerre mondiale) à la Hongrie, contre la volonté de sa famille, et ils se sont mariés. Maria-Theresia est leur fille. Son père a été tué à Budapest sous le régime de la République des conseils. Quand l’armée roumaine a pénétré en Hongrie, le capitaine a sauvé Maria-Theresia d’une tentative de viol par des soldats roumains. Ils se sont mariés et établis en Roumanie. Maria-Theresia a appris parfaitement le roumain, mais avec une prononciation d’Oxford, parce qu’elle a été élevée en Angleterre. Ils ont trois enfants. Mme Vorvoreanu lui en veut. Selon elle, Maria-Theresia est arrogante, parce qu’elle ne fréquente pas la partie roumaine de sa famille. Mme Vorvoreanu dit aussi que le général Ipsilanti, chef de l’état major de la division en garnison dans la ville, a jeté son dévolu sur Maria-Theresia, et c’est pour cela qu’elle a invité la jeune femme. Celle-ci danse avec son mari mais pour la danse suivante, Ipsilanti la lui prend sans un mot et fait la cour à Maria-Theresia, qui le traite avec ironie.
Pour échapper aux tentatives d’Ipsilanti, le capitaine demande sa mutation. Le général ordonne aussitôt au supérieur direct du capitaine de le muter à la frontière avec la Bulgarie, à la place d’un autre officier, tué par les comitadjis, des terroristes qui combattent l’armée roumaine.
Le capitaine et toute sa famille, Eva, la gouvernante des enfants, avec leur chien Eros, leurs meubles et leur clavecin, traversent le Danube par bac. Ils sont gais, mais quand ils arrivent à l’endroit plutôt misérable où est stationnée la compagnie désormais commandée par le capitaine, sa femme regarde autour d’elle avec une certaine inquiétude. Son mari la console, en lui disant qu’ils ne vont pas y rester longtemps, mais Maria-Theresia répond que l’endroit lui plaît et elle commence tout de suite à installer la famille.
Les enfants et leur mère se baignent gais dans une grande cuve à l’extérieur. De loin, une femme portant un sarouel et ses deux enfants, les regardent intrigués. Maria-Theresia les appelle pour leur donner du chocolat, mais les trois lui tournent le dos et s’en vont.
La façon de se manifester des époux donne à comprendre qu’ils s’aiment. La famille cherche à vivre sa vie heureuse dans les nouvelles conditions aussi. Le soir de leur arrivée, ils dînent à la table mise avec soin, élégamment vêtus, puis ils font de la musique, mais brusquement, quelque chose casse leur miroir vénitien. Ils ne s’en inquiètent pas outre mesure.
Le lieutenant Turtureanu fait partie de la même compagnie. Une fois, un groupe de soldats vont en patrouille, commandés par le capitaine et le lieutenant. Ils aperçoivent un groupe d’hommes qui causent et rient autour d’un feu. Un soldat tire un coup de feu par erreur et les autres vont à l’attaque sans ordre. Ceux du groupe se répandent en courant et un soldat tombe à terre et reste immobile. On ne sait pas qui a tiré sur lui.
Dès le début, Turtureanu se présente comme une figure négative. Il est perçu comme tel par Maria-Theresia, qui le traite avec indifférence. Cela dérange le lieutenant, qui profère des jurons y compris concernant l’origine magyare de la femme, certes, quand le couple ne l’entend pas. Un soir, quand les époux restent devant la maison à admirer une colline que Maria-Theresia a baptisé Fuji yama, ils tressaillent quand derrière eux, Turtureanu roue de coups un soldat, à quoi Maria-Theresia réagit douloureusement. Le capitaine admoneste le lieutenant qui se justifie en disant que dans toutes les unités on bat les soldats. Le capitaine lui interdit de recommencer.
Une nuit, des comitadjis tuent les soldats négligents d’un piquet sur la frontière. Un groupe de la compagnie y va mais ne peut plus que ramasser les cadavres et les ramener à la compagnie. Maria-Theresia voit qu’on leur a coupé les lèvres et elle est saisie d’effroi.
Un matin, Maria-Theresia est réveillée par les rires de ses enfants qui se tiennent en compagnie de quelques paysans bulgares travaillant au potager. Elle rappelle les enfants à l’intérieur et demande à son mari pourquoi ces gens sont là. Il lui dit qu’ils sont arrêtés à cause de l’attaque et qu’il doit enquêter dans l’affaire, tout en sachant qu’ils n’y sont pas impliqués.
Le capitaine s’en va, étant convoqué dans la question des gens arrêtés. Maria-Theresia leur sert du vin et promet que leur travail sera payé. Le soir, elle commence à leur donner de l’argent, pendant que Turtureanu les fait entrer un à un dans le bureau et les bat. De retour à la compagnie, le capitaine annonce à sa femme qu’il a reçu l’ordre d’exécuter les paysans, en représailles pour l’attaque des comitadjis. Le colonel commandant le régiment l’appelle par téléphone et lui demande de rapporter l’exécution de l’ordre. Le capitaine lui réplique qu’il attend un ordre écrit avant de l’exécuter.
Les femmes des paysans essayent d’arriver à leurs maris mais le soldat qui les garde ne les laisse pas. Pendant ce temps, le capitaine commande des exercices à un groupe de soldats. Ses deux fillettes et la gouvernante aident les paysans à arroser le potager. Quoiqu’elle connaisse l’ordre, Maria-Theresia cherche à rassurer Petko, l’un des paysans, en lui disant qu’ils seront libérés.
Le commandant du régiment et le général Ipsilanti viennent à la compagnie. Le capitaine demande à celui-ci aussi un ordre écrit. Le général vante son intelligence, sa culture et sa bonne formation, comme des qualités qui sont rares dans l’armée, et lui prédit une brillante carrière s’il exécute l’ordre, mais la fin de celle-ci dans le cas contraire. Pour le moment, il le laisse réfléchir. Le capitaine invite ses supérieurs à déjeuner. Au cours du repas, Ipsilanti apprécie la qualité de la salade, à quoi Maria-Theresia répond qu’elle ne serait pas aussi bonne sans les paysans bulgares, et elle prend leur défense comme elle défendraient, dit-elle, tous les gens malheureux, avec qui elle sympathise.
Turtureanu entre dans le bureau pour faire une réclamation contre le capitaine, puis le capitaine y entre à son tour et redemande un ordre écrit. Alors Ipsilanti lui prend le commandement de la compagnie. Commandé par le lieutenant, un groupe de soldats emmène les paysans. Petko implore qu’on les épargne, et Maria-Theresia essaye de le rassurer en mentant qu’il ne seront pas tués mais reconduits dans leur village.
Plus tard, quand la famille, tendue, essaye de dîner, on entend des coups de feu lointains. Alors, Maria-Theresia en colère ramasse la salade de l’assiette de chacun, dit qu’elle est pourrie et la jette. Ensuite elle va au miroir cassé, l’enlève et, d’un trou à la hauteur de la cassure, elle extrait une balle.
Le capitaine est convoqué par le général Cilibia, le commandant de division. Celui-ci accuse sa femme de communisme, parce qu’elle a pris la défense des paysans, et traite le capitaine de salaud en l’accusant de plusieurs choses : il a épousé une Hongroise, une femme du peuple ennemi de la nation roumaine, il n’exécute pas les ordres du gouvernement, il le compromet lui, le général, en tant qu’un de ses subordonnés qui refuse d’exécuter un ordre. Il le menace de le faire muter d’une garnison à l’autre sous les commandants les plus insupportables, et lui prédit de prendre sa retraite ayant toujours le grade de capitaine. Finalement, pour l’offenser, il lui demande si Erzsi, la prostituée, et sa femme se connaissent depuis longtemps, étant du même endroit. Le capitaine porte machinalement la main à son sabre, mais le général s’excuse avec ironie. Après avoir quitté le bureau du général, le capitaine est tenté de se suicider. Finalement, il ne le fait pas, mais éclate en sanglots.
La famille se dirige vers le bac dans sa voiture à chevaux. Elle est suivie par la femme de Petko, vêtue de noir, qui répète en criant le nom de son mari. Toutes les femmes en deuil s’assemblent sur la colline au bord du Danube. L’une des fillettes court dans en enclos plein de moutons et sa mère se précipite à sa suite. Les femmes y courent aussi en criant des malédictions, et quelques-unes se mettent à frapper Maria-Theresia. Son mari court la sauver et tue l’une d’elles par un coup de pistolet.
Le film finit par les paroles de l’ancien petit garçon de la famille, qui se rappelle, adulte, que pendant quelques jours il a demandé à sa mère quand Petko reviendrait, à quoi elle ne répondait pas, ensuite elle a commencé à boire et lui, il a oublié Petko mais non cet été-là aussi, le plus bel été de son enfance.

## Fiche technique
- Titre original : O vară de neuitat
- Titre français : Un été inoubliable
- Réalisation : Lucian Pintilie
- Scénario : Lucian Pintilie, d’après Chronique de famille de Petru Dumitriu
- Musique : Anton Șuteu
- Décors : Călin Papură, Paul Bortnovschi
- Costumes : Miruna Boruzescu
- Photographie : Călin Ghibu
- Son : Andrei Papp, Jean-Claude Laureux
- Montage : Victorița Nae, Elisabeth Guido
- Production : Lucian Pintilie, Marin Karmitz, Constantin Popescu
- Société de production : MK2 Productions
- Société de distribution : MK2 Diffusion
- Pays de production :  Roumanie,  France
- Langue originale : roumain
- Format : couleur — 35 mm — 1,66:1 — son Mono
- Genre : drame
- Durée : 81 minutes
- Dates de sortie :
  - France : 15 mai 1994 (Festival de Cannes])
  - France : 15 juin 1994

## Distribution
- Kristin Scott Thomas : Maria-Theresia von Debretzy, épouse du capitaine Dumitriu
- Claudiu Bleonț : le capitaine Petre Dumitriu
- Răzvan Vasilescu : le lieutenant Turtureanu
- Marcel Iureș : le général Ipsilanti
- George Constantin : le général Cilibia
- Olga Tudorache : madame Vorvoreanu
- Tamara Crețulescu : Eva, gouvernante
- Ioan Gyuri Pascu : Petko, paysan bulgare
- Bea Fülöp : Erzsi, prostituée
- Ion Pavlescu : Șerban Lascari, le frère de madame Vorvoreanu

## Production
Le scénario du film suit fidèlement le chapitre XI intitulé Salata (La salade), du deuxième volume du roman fleuve en trois volumes Chronique de famille de Petru Dumitriu, paru en 1957. Ce chapitre, qui peut constituer une nouvelle indépendante, évoque des épisodes de la vie de ses parents, en y gardant leurs noms, Petre Dumitriu et Maria-Theresia von Debretzy. Son père était officier de gardes frontières en service à la frontière avec la Serbie et sa mère était née dans une famille de petite noblesse de la minorité magyare de Roumanie. En 1926, l’officier se trouvait provisoirement en Dobroudja du Sud. L’écrivain, né en 1924, y était avec eux. En 1935, son père a été muté de la frontière serbe à Târgu Jiu, à l’infanterie, parce qu’il avait refusé d’obéir à l’ordre d’exécuter des paysans de la minorité serbe suspectés de certaines actions illégales, qui travaillaient dans son jardin.
Le scénariste a gardé les noms des parents de Petru Dumitriu et même la plupart des dialogues de l’œuvre d’origine, à partir de la scène du bal et jusqu’au départ de la famille de la Dobroudja du Sud.
Après l’avoir vue plusieurs fois sur scène, Lucian Pintilie a voulu absolument Kristin Scott Thomas pour le rôle de Maria-Theresia, mais elle a d’abord refusé, d’une part parce qu’elle avait un contrat pour un rôle au théâtre, d’autre part parce qu’elle craignait d’aller dans une région où avait lieu la guerre de Bosnie-Herzégovine. Cependant, après avoir vu le film précédent de Pintilie, Le Chêne, qui l’avait impressionnée, elle a résilié son contrat avec le théâtre et a accepté le rôle dans le film. Sans connaître le roumain, elle a appris et joué son rôle en cette langue. Elle prononce aussi quelques phrases en anglais et en français. C’est pour que son accent soit explicable qu’on mentionne dans le film que le personnage a été élevée en Angleterre. Kristin Scott Thomas a eu dans ce film son premier rôle à attirer particulièrement l’attention de la critique. Elle-même a déclaré que c’était l’un des rôles dont elle était très fière.
Dans le film on entend aussi des phrases en français, et même en hongrois et en bulgare de la part d’autres personnages.

## Analyse

### Thèmes
Le critique Andrei Gorzo attire l’attention sur un fait contradictoire en apparence. Lucian Pintilie était connu pour ses sentiments anticommunistes. Il considérait la période de la Roumanie de l’entre-deux-guerres comme meilleure que celle d’après guerre. Jusqu’en 1940 elle a eu son territoire le plus étendu de son histoire, étant une puissance régionale importante. Dans les années 1990, beaucoup de Roumains ont idéalisé cette époque. Le nationalisme, rené sous le régime de Nicolae Ceaușescu, caractérisait de nombreux Roumains dans ces années aussi. À l’opposé, Pintilie n’idéalisait pas la Roumanie d’avant le communisme et n’était pas nationaliste non plus. Voilà pourquoi il partageait le message de Petru Dumitriu, bien que celui-ci corresponde à la tendance officielle des années 1950 à rejeter les régime de l’entre-deux-guerres et le nationalisme. Par ailleurs, ce n’est pas un hasard s’il a réalisé son film alors que dans la mémoire des gens étaient encore vifs les affrontements interethniques de Târgu Mureș de mars 1990, et que se déroulait la guerre de l’ancienne Yougoslavie.
Comme l’œuvre d’origine, le film présente une image négative de la Roumanie des années 1920. Elle apparaît comme un pouvoir oppressant, brutal, allant jusqu’au crime. Son armée est en fait faible, la plupart des officiers sont bornés, brutaux et xénophobes, comme le lieutenant Turtureanu et le général Cilibia, les soldats sont insuffisamment instruits, victimes en réalité. Seuls les paysans, des personnages secondaires, n’apparaissent pas dans une lumière négative, étant eux aussi des victimes. Comme il ressort des dires de Petko, qu’ils vivent sous le règne du tsar bulgare ou du roi roumain, les pauvres souffrent indifféremment de leur ethnie.
Le critique Doinel Tronaru relève lui aussi la façon dont Pintilie présente les causes de l’arriération de la région des Balkans, les institutions roumaines, surtout la stupidité de l’armée, l’effet destructif du nationalisme, de quelque nation qu’il s’agisse.

## Accueil critique
En Roumanie, le film a été reçu avec enthousiasme par les critiques mais avec des réserves par le public, car il ne correspondait pas à la tendance des années 1990 d’idéalisation de l’entre-deux-guerre ni au nationalisme,. La presse occidentale a eu en général des critiques favorables, comme il résulte des citations du dépliant de présentation du film.
Selon Andrei Gorzo, l’une des caractéristiques du film est son anti-sentimentalisme, l’absence de toute nostalgie, ce qui est souligné entre autres par la rapidité de la narration et la brièveté du film. Il comprend très peu de scènes sereines, seulement au tout début du séjour de la famille à la compagnie. Les personnages les plus importants, y compris le capitaine, mais à l’exception notable de Maria-Theresia, sont plutôt des caricatures. Seul le portrait de la femme s’enrichit par de nouveaux traits au cours de l’action. C’est toujours par anti-sentimentalisme que le réalisateur ne veut pas faire un héros romantique du capitaine Dumitriu. C’est le seul officier humain et honnête mais il l’est seulement comme par amour pour sa femme, pour rester au même niveau moral auquel il était lorsqu’ils se sont connus.
Le réalisateur veut inquiéter le spectateur. Le caractère vague de certains événements y contribue. On ne sait pas, par exemple, qui a cassé le miroir d’un coup de feu, pourquoi un soldat tombe quand ils veulent attaquer un groupe d’hommes, dont on ne sait pas non plus qui ils sont.
L’une des vertus artistiques de Pintilie est la manière dont il fait sentir le conflit dramatique par le rapport entre le premier plan, le plan de fond et un plan intermédiaire d’une même scène. Un exemple en est la scène où, au premier plan, Maria-Theresia commence à payer pour le travail des paysans, au plan intermédiaire il y a le groupe des paysans assis et dans le bâtiment du fond des paysans sont battus.
Andrei Gorzo découvre dans le film un élément de western dans le contraste désert–jardin. Là aussi, c’est la femme qui essaye de résoudre ce contraste, en plus du fait qu’elle introduit de l’élégance, des livres et de la musique dans le désert, mais dans un milieu dominé par la barbarie, la création d’une île de civilisation est vouée à l’échec, un microclimat sentimental-familial-intellectuel est illusoire.
Un été inoubliable rappelle à la critique Magda Mihăilescu les films réalisés dans la seconde moitié des années 1960 par le réalisateur hongrois Miklós Jancsó (Les Sans-Espoir et Silence et Cri). Ceux-ci sont beaucoup plus stylisés que le film de Pintilie mais les trois ont en commun le thème de la paysannerie soumise au pouvoir militaire et certains éléments de langage cinématographique.
Selon la critique Eugenia Vodă, Maria-Theresia est l’une des figures féminines les plus fortes du cinéma roumain. Au début du film, c’est une femme gaie, intelligente, spirituelle, ayant une nature mozartienne, comme la qualifie son fils, pleine d’humanité, aimant beaucoup son mari et ses enfants. Même là où il n’y a rien de beau, elle veut le voir dans n’importe quoi : le Fuji yama dans une colline déserte, une terre et des gens véritables dans une steppe aride. Mais à la fin, elle ne peut qu’« embellir » par le mensonge la marche vers la mort de gens innocents. La réalité, ainsi que sa dernière tentative d’embellissement la rendent amère pour toujours.

## Distinctions

### Récompenses
- Prix de l’Union des cinéastes de Roumanie (UCIN) 1994-1995 :
  - Grand prix
  - Meilleur acteur dans un rôle secondaire pour Răzvan Vasilescu
  - Meilleure actrice dans un rôle secondaire pour Tamara Crețulescu
  - Meilleurs décors pour Călin Papură et Paul Bortnovschi
  - Meilleurs costumes pour Miruna Boruzescu

### Nominations
- Festival de Cannes 1994 : Palme d'Or[18]
- Syndicat national des journalistes cinématographiques italiens 1996 : Ruban d'argent européen[19]